# Nguyễn Tấn Đạt (Đồng Tháp)
Nguyễn Tấn Đạt (sinh năm 1949) là đại biểu Quốc hội Việt Nam khóa 11, khóa 12, khóa 13, thuộc đoàn đại biểu tỉnh An Giang.
Ông hiện là Trưởng Ban trị sự trung ương (tức là người đứng đầu) Giáo hội Phật giáo Hòa Hảo từ 2019 đến nay

## Tiểu sử
Ngày sinh: 6/7/1949
Giới tính: Nam
Dân tộc: Kinh
Tôn giáo: Phật giáo Hòa Hảo
Quê quán: Xã Hội An Đông, huyện Lấp Vò, Đồng Tháp
Trình độ chuyên môn: Lương y (giáo viên cấp 1, sư phạm 11 + 2)
Nghề nghiệp, chức vụ: Quyền Trưởng ban trị sự Trung ương Phật giáo Hòa Hảo
Nơi làm việc: An Hòa Tự, thị trấn Phú Mỹ, An Giang
Nơi ứng cử: An Giang
Đại biểu Quốc hội khoá: XI,XII,XIII
Đại biểu chuyên trách: Không
Đại biểu Hội đồng nhân dân: Không